# اپریان
اپریان (انگلیسی: Apperian) شرکت فناوری اطلاعات آمریکایی است، که در سال ۲۰۰۹ تأسیس شد.